# John Robertson (football, 1964)
Pour les articles homonymes, voir John Robertson, Grant et Robertson.
John Grant Robertson, né le 2 octobre 1964 à Édimbourg (Écosse) est un footballeur écossais, qui évoluait au poste d'attaquant à Heart of Midlothian et en équipe d'Écosse. 
Robertson a marqué trois buts lors de ses seize sélections avec l'équipe d'Écosse entre 1990 et 1995.

## Carrière
- 1981-1988 : Heart of Midlothian
- 1988 : Newcastle United
- 1988-1998 : Heart of Midlothian
- 1998 : Dundee FC
- 1998-2000 : Livingston FC

## Palmarès

### En équipe nationale
- 16 sélections et 3 buts avec l'équipe d'Écosse entre 1990 et 1995

### Avec Heart of Midlothian
- Vainqueur de la Coupe d'Écosse de football en 1998.

### Avec Dundee FC
- Vainqueur du Championnat d'Écosse de football D2 en 1998.

### Avec Livingston
- Vainqueur du Championnat d'Écosse de football D3 en 1999.